# Thomas Schoorel
Thomas Schoorel (Amsterdam, 8 aprile 1989) è un ex tennista olandese.
È dotato di un grande servizio, grazie alla sua altezza (203 cm), e di un potente diritto.

## Carriera
Inizia a giocare a tennis all'età di cinque anni, a livello Juniores si fa notare principalmente per i suoi risultati in doppio, riesce infatti a vincere il Trofeo Bonfiglio nel 2007 in coppia con il connazionale Roy Bruggeling e nello stesso anno raggiunge i quarti di finale al Roland Garros, sempre insieme a Bruggeling, e la semifinale a Wimbledon in coppia con Tim Van terheijden.
Tra i professionisti riesce a vincere sette titoli nel circuito ITF in singolare e tre nel doppio. Nel 2011 riesce a superare le qualificazioni per l'Open di Francia e viene sconfitto al secondo turno dallo svizzero Stan Wawrinka.

## Statistiche

### Tornei minori

#### Singolare

##### Vittorie (7)
| Legenda tornei minori |
| Challenger (2)        |
| Futures (5)           |

| Numero | Data           | Torneo                                           | Superficie  | Avversario in finale | Punteggio     |
| 1.     | 14 giugno 2009 | Merida Open, Apeldoorn                           | Terra rossa | Vincent Millot       | 7-5, 4-6, 7-5 |
| 2.     | 19 luglio 2009 | Germany Aschaffenburg Futures, Aschaffenburg     | Terra rossa | Kristijan Mesaros    | 6-2, 6-0      |
| 3.     | 17 aprile 2010 | Città di Vercelli - Trofeo Riso Viazzo, Vercelli | Terra rossa | Martin Fischer       | 6-4, 6-3      |
| 4.     | 27 giugno 2010 | Rotterdam Open, Rotterdam                        | Terra rossa | Johannes Ager        | 6-3, 4-6, 6-4 |
| 5.     | 4 luglio 2010  | Breda Future, Breda                              | Terra rossa | Jesse Huta Galung    | 6-2, 7–6(5)   |
| 6.     | 17 aprile 2011 | Rai Open, Roma                                   | Terra rossa | Martin Kližan        | 7–5, 1–6, 6–3 |
| 7.     | 23 aprile 2011 | Tennis Napoli Cup, Napoli                        | Terra rossa | Filippo Volandri     | 6–2, 7–6(4)   |